# Nikita Romanow
Nikita Iwanowicz Romanow (ros.: Никита Иванович Романов, ur. 1607, zm. 21 grudnia 1654) – rosyjski bojar, ostatni z Romanowów niepochodzący z linii carskiej.
Był synem Iwana Romanowa, wnukiem Nikity Zacharyna i kuzynem cara Michała. Od 1644 stolnik, od 1645 r.  – bojarzyn. W 1654 r. uczestniczył w kampanii smoleńskiej na początku wojny polsko-rosyjskiej (1654-1667).
Prywatnie bardzo zrzędliwy, często wchodził w konflikty z przedstawicielami swojej rodziny, za co był wielokrotnie napominany między innymi przez swojego stryja, patriarchę moskiewskiego Filareta. Jako polityczny przeciwnik Borysa Morozowa chciał wykorzystać bunt solny z 1648, by zająć jego miejsce przy młodym carze Aleksym. Po początkowym sukcesie, gdy Morozow został wysłany do monasteru Cyrylo-Biełozierskiego, musiał ustąpić, a Morozow ponownie najbliższym doradcą cara. Nikita Romanow był jednym z najbogatszych ludzi w Rosji, posiadał potężny majątek w którego skład wchodziły nawet miasta, np. Skopin. 
Niemiecki uczony i podróżnik Adam Olearius zanotował, iż Nikita Romanow nosił się na zachodnioeuropejską modłę. Podobny styl narzucał swojemu otoczeniu, na przykład zmuszał służbę do strzyżenia zarostu. Ulegał także wpływom sztuki zachodniej – Olearius wspomina o zainteresowaniu Nikity Romanowa muzyką niemiecką.